# Julia Daschner
Julia Daschner (* 17. Dezember 1980) ist eine deutsche bildgestaltende Kamerafrau und Filmemacherin.

## Leben
Julia Daschner studierte Audiovisuelle Medien an der Kunsthochschule für Medien Köln (KHM) und an der Escuela Internacional de Cine y Television in Havanna, Kuba. Der Dokumentarfilm Auf der Walz (2009) war ihre Abschlussarbeit. Mit ihren Kurzfilm Bergig  gewann sie 2012 den "Nationalen Wettbewerb für Bildgestalterinnen" des Internationalen Frauenfilmfestival Dortmund | Köln. Für ihre Arbeit an dem Drama Sommerhäuser wurde sie für den Preis der deutschen Filmkritik 2017 und den Deutschen Kamerapreis 2018 nominiert. Der Film Sieben Winter in Teheran, bei dem sie die Bildgestaltung verantwortete, wurde 2024 mit dem Deutschen Filmpreis für den besten Dokumentarfilm ausgezeichnet.
Sie ist seit 2013 als Dozentin an der Hochschule für Fernsehen und Film München (Fachbereich Bildgestaltung/Kinematographie) tätig, seit 2017 auch an der Münchner Filmwerkstatt. Zudem unterrichtet sie auch an anderen Filmhochschulen wie der DFFB, der Filmuniversität Potsdam und der Hamburg Media School.
Seit 2018 ist sie Mitglied der Deutschen Filmakademie, seit 2021 stellvertretendes Vorstandsmitglied bzw. seit 2025 ordentliches Vorstandsmitglied. Sie war zeitweise Mitglied im Berufsverband Kinematografie (BVK) und ist Mitglied im Vorstand des Netzwerks Cinematographinnen, sowie der AG Dok.

## Filmografie (Auswahl)

### Kamera
- 2009: Auf der Walz (Dokumentarfilm)
- 2013: Lose Your Head (Kinospielfilm) – Regie: Stefan Westerwelle
- 2015: Tango Pasión (Dokumentarfilm, zusätzliche Kamera)
- 2016: Meine Brüder und Schwestern im Norden (Dokumentarfilm) – Regie: Sung-Hyung Cho
- 2016: Zwei Stimmen aus Korea (Dokumentarfilm) – Regie: Sung-Hyung Cho
- 2017: Sommerhäuser (Kinospielfilm) – Regie: Sonja Maria Kröner
- 2018: Matti und Sami und die drei größten Fehler des Universums (Kinospielfilm) – Regie: Stefan Westerwelle
- 2021: Tatort – Luna frisst oder stirbt (Fernsehfilm) –  Regie: Katharina Bischof
- 2021: Das Licht in einem dunklen Haus (Fernsehfilm) –  Regie: Lars-Gunnar Lotz
- 2022: Spreewaldkrimi: Die siebte Person (Fernsehfilm) – Regie: Lars-Gunnar Lotz
- 2023: Sieben Winter in Teheran (Kinodokumentarfilm)  Regie: Steffi Niederzoll
- 2023: Die Stille am Ende der Nacht (Fernsehfilm) –  Regie: Lars-Gunnar Lotz
- 2024: Pferd am Stiel (Kinospielfilm) – Regie: Sonja Maria Kröner
- 2025: Das Glück der Tüchtigen (Kinospielfilm) – Regie: Franz Müller
- 2025: Tatort - Erika Mustermann (AT) (Fernsehfilm) - Regie: Thorsten C. Fischer

### Regie & Drehbuch
- 2004: Lormen (Kurz-Dokumentarfilm)
- 2009: Auf der Walz (Dokumentarfilm)
- 2012: Bergig (Kurzfilm) (zusammen mit Steffi Niederzoll)